# Belisario López
Belisario López ist ein ehemaliger mexikanischer Fußballspieler auf der Position eines Stürmers und späterer Fußballtrainer.

## Laufbahn
López begann seine Profikarriere in der Saison 1970/71 beim amtierenden Meister Club Deportivo Guadalajara, bei dem er die nächsten vier Jahre unter Vertrag stand.
Zur Saison 1974/75 wechselte López zum neu in die erste Liga eingestiegenen Stadtrivalen Club Universidad de Guadalajara, bei dem er ebenfalls vier Spielzeiten bis einschließlich zur Saison 1977/78 unter Vertrag stand und mit dem er in den Spielzeiten 1975/76 und 1976/77 Vizemeister der mexikanischen Liga wurde.
Nach Beendigung seiner aktiven Laufbahn begann López eine Tätigkeit als Fußballtrainer und betreute seine ehemalige Mannschaft in den beiden letzten Spielen der Saison 1993/94, so dass er wegen des anschließenden Rückzugs des Club Universidad de Guadalajara aus der ersten Liga der für lange Zeit letzte Trainer der Leones Negros in der höchsten Spielklasse war. In der Apertura 2012 betreute López die ebenfalls in Guadalajara beheimatete Mannschaft des Club Deportivo Oro.